# Stefano Lilipaly
Stefano Lilipaly (10 de gener de 1990) és un futbolista. Va disputar 9 partits amb la selecció d'Indonèsia.

## Estadístiques
| Selecció d'Indonèsia | Selecció d'Indonèsia | Selecció d'Indonèsia |
| Anys                 | Partits              | Gols                 |
| -------------------- | -------------------- | -------------------- |
| 2013                 | 1                    | 0                    |
| 2014                 | 0                    | 0                    |
| 2015                 | 0                    | 0                    |
| 2016                 | 8                    | 2                    |
| Total                | 9                    | 2                    |